# 武源乡
武源乡，是中华人民共和国湖南省郴州市临武县下辖的一个乡镇级行政单位。

## 行政区划
武源乡下辖以下地区：
大塘村、界头村、龙家村、黄寿湾村、村头村、寺湾村、新塘村、庄村、华阴村、新屋里村、大岭背村和野羊山村。